# 恋手

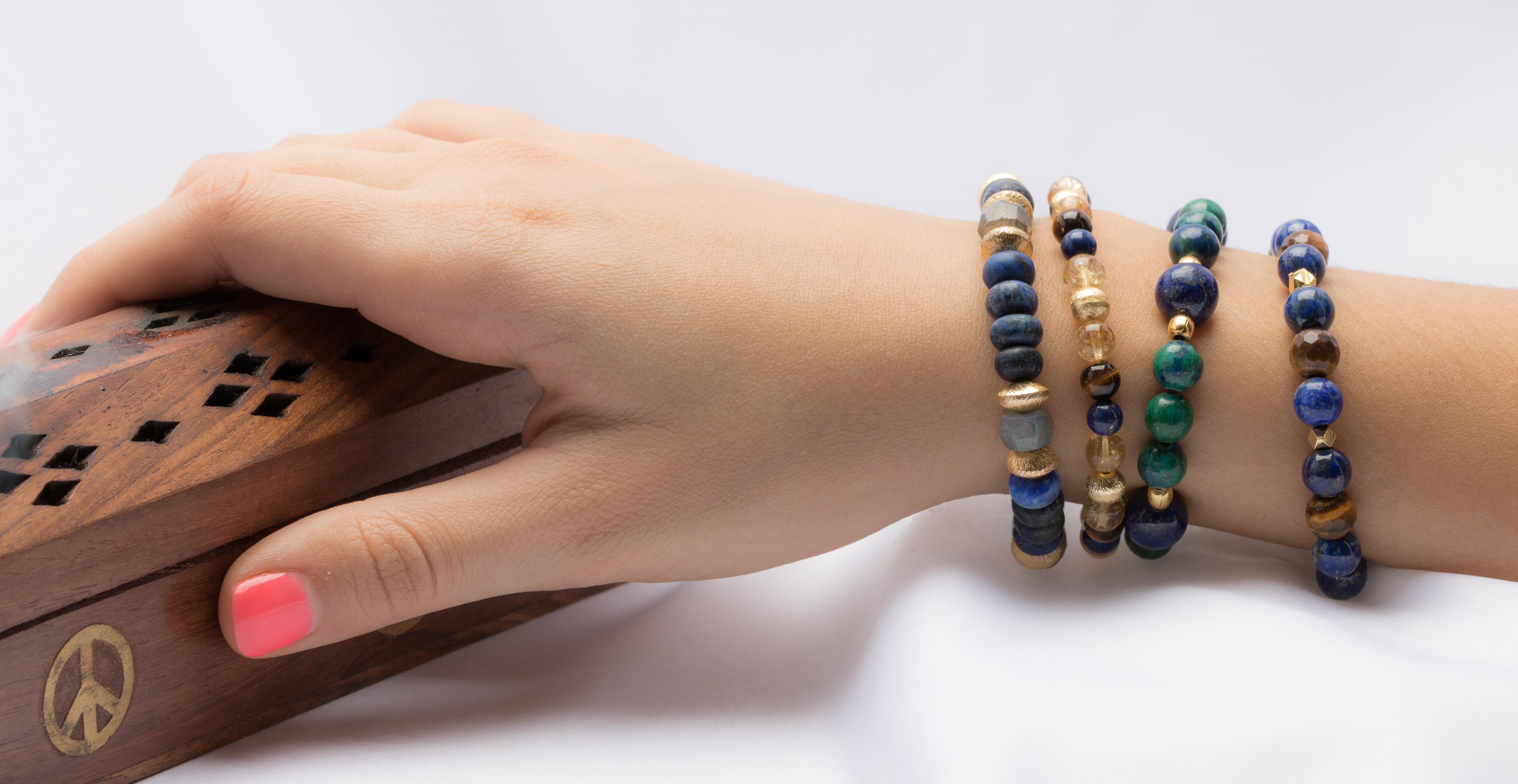
穿有装饰品的女性右手

恋手（英語：Hand fetishism），也被称为恋手癖，是指人类对同类的手有着特殊兴趣。通常发生在异性之间，例如男性喜欢女性的手。同时亦有同性之间的恋手者，还有一些恋手者对自己的手有感兴趣。

## 起源
恋手行为的发生年代与来源尚无人定论，但有可能是某些人的性取向，亦或只是个人爱好而已。
荆轲的“但爱其手耳”是较早的有文献记载的恋手行为。

## 种类
多数恋手者会在现实生活非常容易注意到手指细长纤细的美手，或者在网络上面搜索一些关于手的图片。但是亦有恋手者会对手产生性欲，例如对着手部图片(或者手部的小動作)自慰。也有一些恋手者与异性交往之时大多数眼神只注意对方的手，或者做爱的时候采用手交。

## 虛構作品中
《JoJo的奇妙冒險不滅鑽石》中的連續殺人魔吉良吉影有嚴重的戀手癖，會殺害年輕女性並砍下她們的手。並坦言最初看見蒙娜麗莎交叉疊起的雙手時會不由自主地勃起。